# Lázaro Cárdenas Fraccionamiento
Lázaro Cárdenas Fraccionamiento är en ort i Mexiko.   Den ligger i kommunen Rincón de Romos och delstaten Aguascalientes, i den centrala delen av landet, 500 km nordväst om huvudstaden Mexico City. Lázaro Cárdenas Fraccionamiento ligger 1 955 meter över havet och antalet invånare är 231.
Terrängen runt Lázaro Cárdenas Fraccionamiento är platt österut, men västerut är den kuperad. Runt Lázaro Cárdenas Fraccionamiento är det ganska tätbefolkat, med 144 invånare per kvadratkilometer. Närmaste större samhälle är Rincón de Romos, 1,4 km söder om Lázaro Cárdenas Fraccionamiento. Trakten runt Lázaro Cárdenas Fraccionamiento består till största delen av jordbruksmark.